# Min Jiang (Sichuan)
De Min Jiang (Chinees: 岷江, pinyin: Mínjiāng) is een rivier in de Volksrepubliek China. Ze stroomt van noord naar zuid door de provincie Sichuan. De rivier met een lengte van 735 km mondt in Yibin uit in de Yangtze.
De Min Jiang wordt afgedamd bij de Zipingpudam, voedt het Dujiangyan-irrigatiesysteem bij Dujiangyan waar de rivier de grote vallei inkomt, stroomt ten westen van Chengdu, en verder zuidelijk langs de Grote Boeddha van Leshan in Leshan.
De Dadu is met een lengte van 1.155 km en een stroomgebied van 92.000 km² de grootste zijrivier van de Min Jiang.

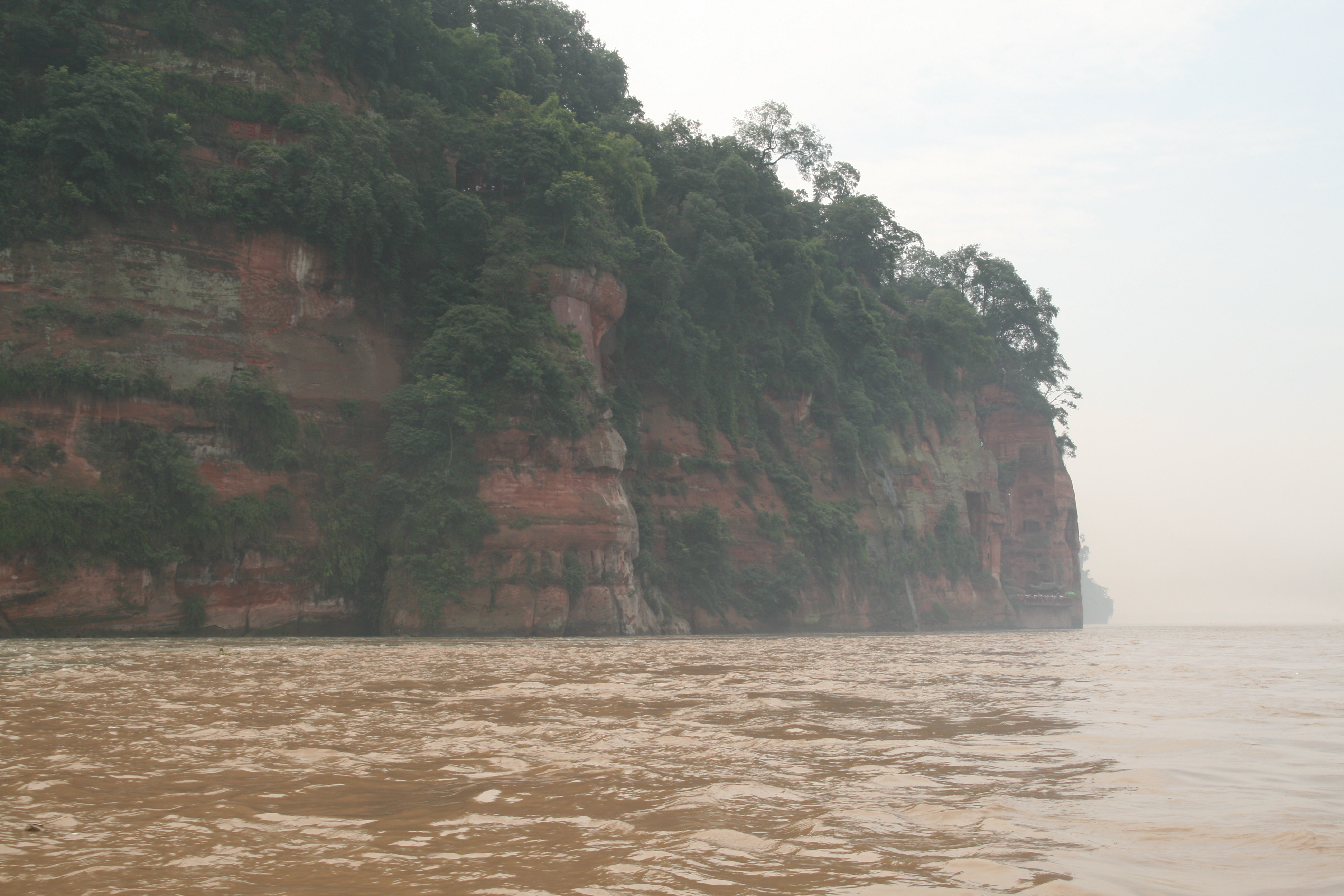
Min Jiang bij Leshan
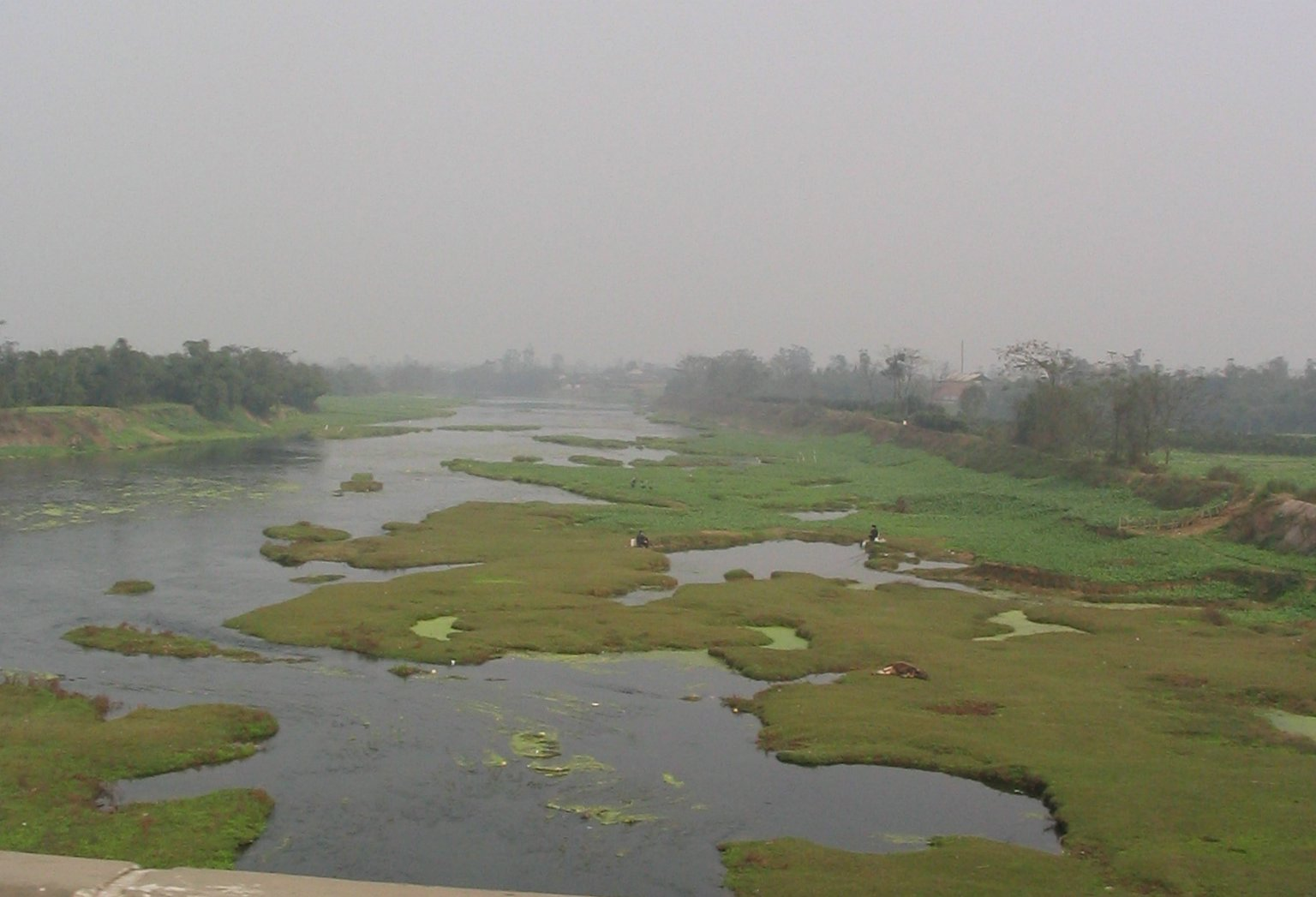
Min Jiang bij Chengdu
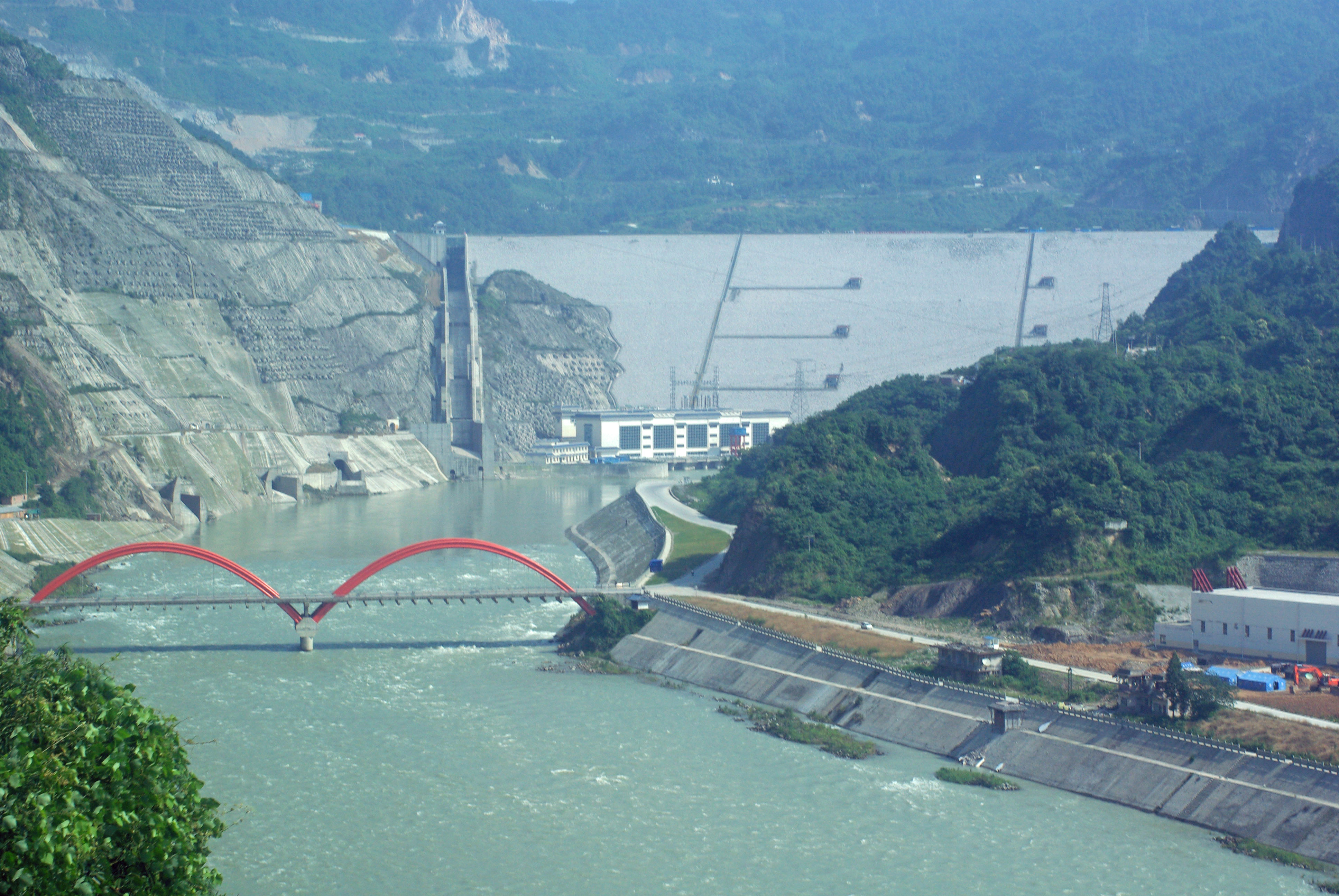
De Zipingpudam

- Library of Congress Control Number: sh2002008451
- Nationale Bibliotheek van Israël: 987007558930105171
- Virtual International Authority File: 315148715